# Robert Heilbroner
Robert L. Heilbroner, né le 24 mars 1919 à New York et mort le 4 janvier 2005 dans la même ville, est un économiste américain, principalement connu pour The Worldly Philosophers (traduit en Les grands économistes), une biographie des plus grands économistes d'Adam Smith à John Maynard Keynes.

## Biographie
Heilbroner grandit à New York, et est diplômé de Harvard en 1940. Pendant la Seconde Guerre mondiale, il sert dans l’armée américaine et travaille pour le Bureau de contrôle des prix sous la direction de John Kenneth Galbraith.
Après la guerre, il devient brièvement banquier, et retourne à la vie académique dans les années 1950, à la New School. Durant cette période, il est largement influencé par l’économiste allemand Adolf Lowe, un représentant de l’école historique allemande.
En 1963, Heilbroner obtient un Ph.D. de la New School, où il est nommé professeur d’économie en 1971, poste qu’il conserve pendant vingt ans.
Bien qu’étant un économiste non conventionnel, se considérant comme un théoricien du social et un philosophe du monde (philosophe préoccupé par les affaires « mondiales », comme les structures économiques), et qui cherchait à intégrer les disciplines historiques, économiques et philosophiques, Heilbroner était reconnu par ses pairs comme un économiste de premier ordre. Il fut élu vice-président de l’American Economic Association en 1972.
Écrit en 1953, Les Grands Économistes (The Worldly Philosophers) s’est vendu à plusieurs millions d’exemplaires, devenant le second livre d’économie le plus vendu après le manuel Economics de Paul Samuelson. À propos de Karl Marx, il disait qu'il fallait prendre son analyse économique au sérieux et que la réponse à lui apporter  "ne consiste pas tellement à montrer les injustices du communisme mais à démontrer que le capitalisme peut continuer à évoluer et adapter ses institutions aux exigences toujours insatisfaites de la justice sociale" (p. 156 de l'édition française, de 1970).  